# Neoscona kunmingensis
Neoscona kunmingensis là một loài nhện trong họ Araneidae.
Loài này thuộc chi Neoscona. Neoscona kunmingensis được miêu tả năm 1990 bởi Chang-Min Yin et al..